# Stazione di Castelguelfo
La stazione di Castelguelfo è una stazione ferroviaria posta sulla linea Milano-Bologna, a servizio della località di Castelguelfo, frazione del comune di Fontevivo, in provincia di Parma.

## Storia
La stazione venne attivata nel 1859, all'attivazione della tratta da Piacenza a Bologna.
Nel 1907 le FS decisero di ampliare il servizio merci della stazione.

## Strutture e impianti
L'impianto, gestito da RFI presenta un fabbricato viaggiatori con due banchine per i primi tre binari, uno scalo merci e 10 binari, 4 serventi lo scalo merci, collegato con dei raccordi ad un impianto industriale, e 3 per il trasporto passeggeri e i restanti tre di scalo e di accantono del materiale rotabile.

## Movimento
La stazione è servita da treni regionali svolti da Trenitalia Tper nell'ambito del contratto di servizio stipulato con la regione Emilia-Romagna.
A novembre 2019, la stazione risultava frequentata da un traffico giornaliero medio di circa 9 persone (6 saliti + 2 discesi).

## Servizi
RFI classifica la stazione nella categoria bronze.